# Groupe Galeries Lafayette
De Groupe Galeries Lafayette is een Franse detailhandelsgroep, die actief is met warenhuizen en speciaalzaken met onder meer de formules Galeries Lafayette, BHV Marais, Galeries Lafayette-Royal Quartz Paris, Louis Pion, La Redoute, BazarChic en Mauboussin. De onderneming is eigendom van de familie Moulin.

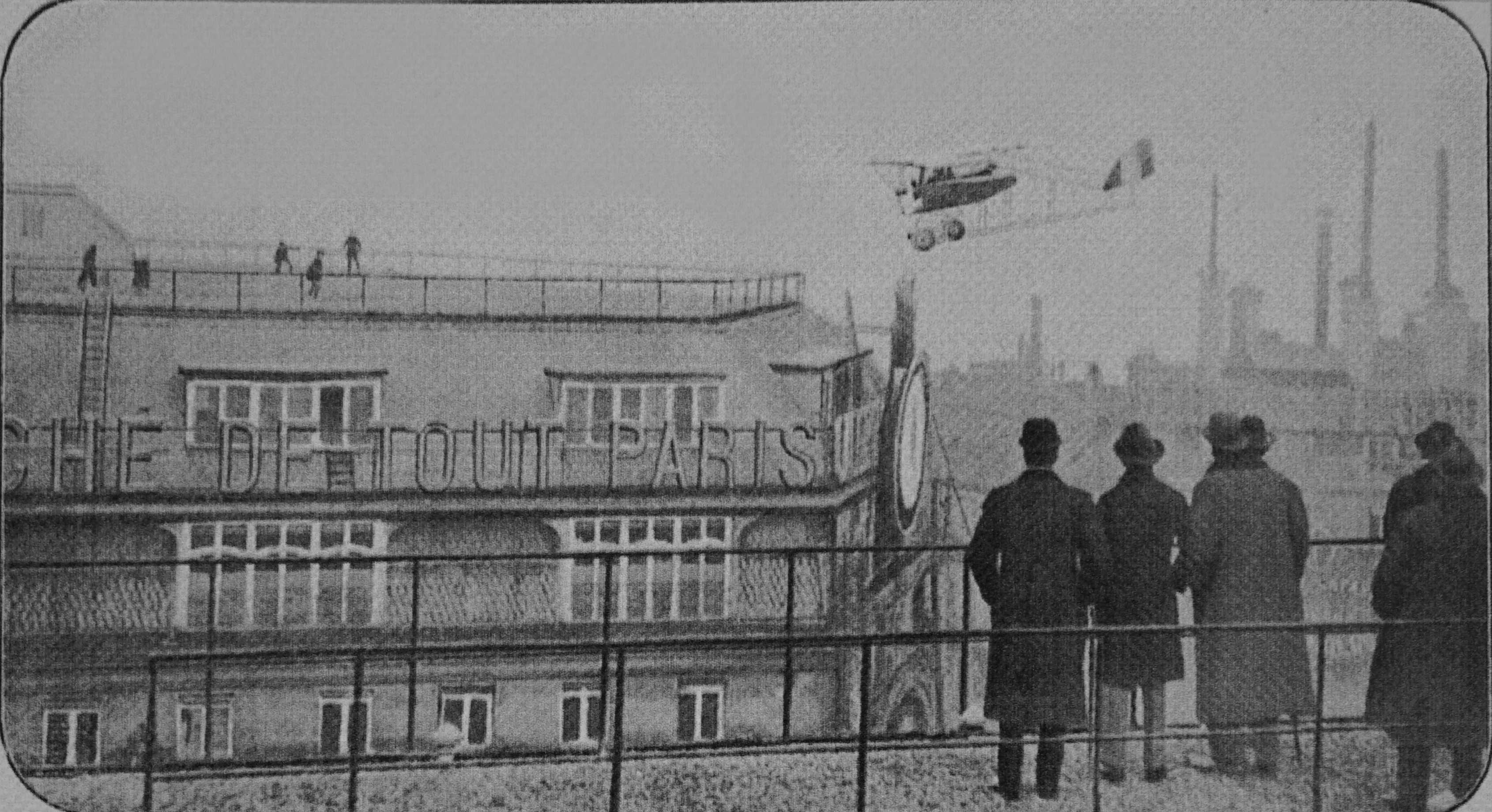
Jules Védrines landt op het dak van Galeries Lafayette.

## Geschiedenis

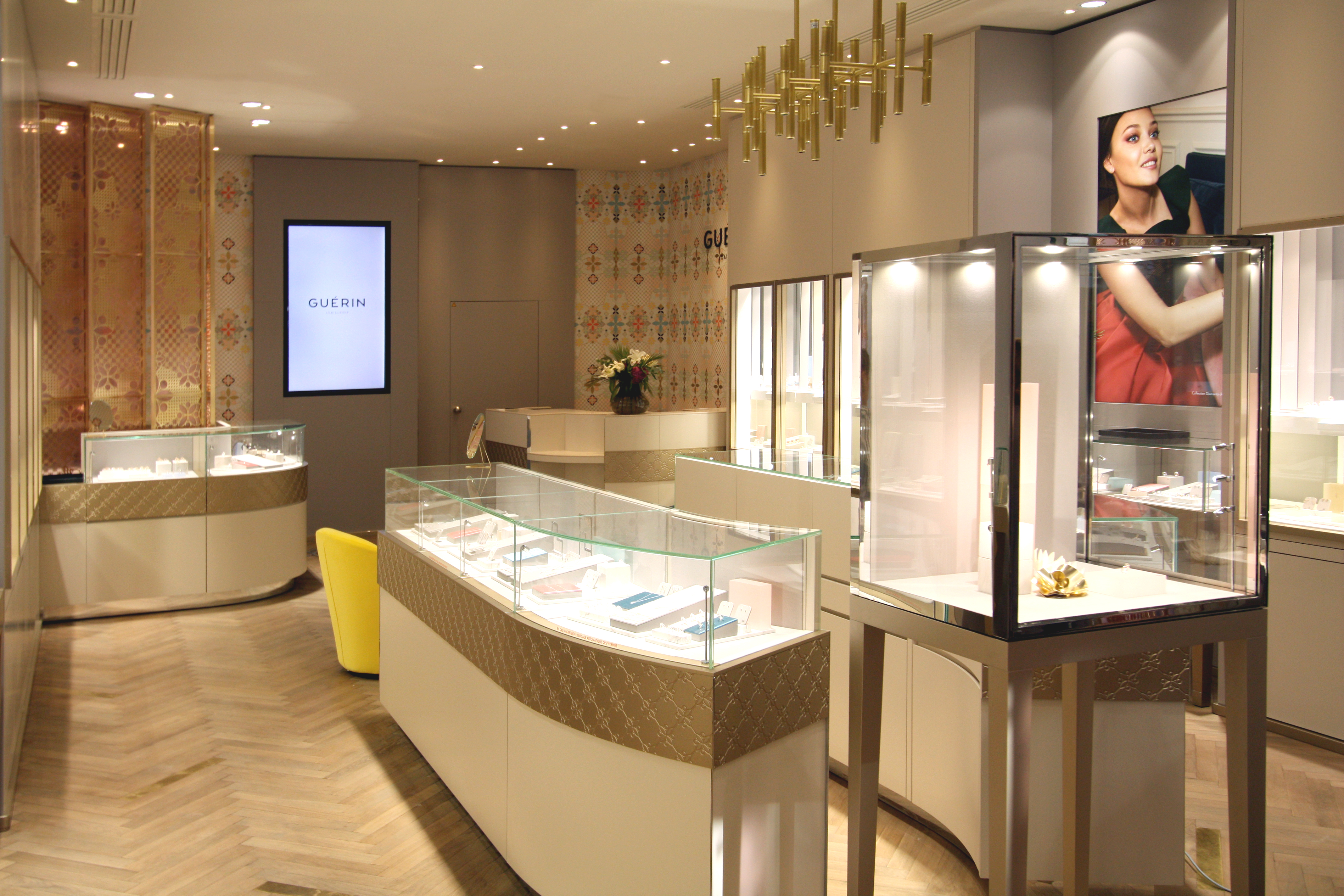
Juwelier Guérin in Lyon.

In 1893 bundelden twee neven uit de Elzas, Théophile Bader en Alphonse Kahn, hun krachten om een bescheiden bedrijf met 'nouveautés' te openen in Parijs. Op 15 januari 1894 openden ze een snuisterijenwinkel Aux Galeries Lafayette aan de rue La Fayette 1 in Parijs op een verkoopoppervlakte van 70 m². Gelegen in het hart van een belangrijk verzorgingsgebied, heeft de winkel een strategische positie in Parijs. Dicht bij de couturewijk, het warenhuis Printemps en het treinstation Saint-Lazare. Het bedrijf richtte in 1900 de eerste modeateliers op en verkocht de vervaardigde producten; voornamelijk kleding en hoeden.
In 1900 werd het merk "Galeries Lafayette" geregistreerd. In 1907 breidde de winkel zich uit en opende zijn deuren aan de Boulevard Haussmann en in 1912 werden de uitbreidingen geopend. Hiermee was de basis voor de warenhuisketen Galeries Lafayette gelegd. 
In 1932 creëerde het bedrijf het merk Monoprix gelanceerd en werd de eerste winkel geopend in Rouen op instigatie van Max Heilbronn, een van de twee schoonzonen van Théophile Bader, die in 1926 directeur van het bedrijf werd. Tussen 1941 en 1944, volgens de antisemitische wetten van het Vichy-regime, werd de stichtende familie tijdens de bezetting uit het management verwijderd en werd het bedrijf tot de bevrijding onder Vichy-bestuur geplaatst.
Na de dood van Théophile Bader, op 16 maart 1942, nam zijn andere schoonzoon, Raoul Meyer, de leiding van het bedrijf over en werd van 1944 tot 1970 voorzitter van de groep. Na zijn dood nam Max Heilbronn het presidentschap van Galeries Lafayette een jaar op zich voordat zijn schoonzoon Étienne Moulin hem opvolgde van 1971 tot 1987.
In 1971 nam de groep Inno France over en in 1985 de warenhuizen van Aux Dames de France in Parijs.
De groep werd van 1987 tot aan zijn dood in 1998 voorgezeten door Georges Meyer, die gehuwd was met Noëlle Meyer, kleindochter van Théophile Bader. Onder zijn voorzitterschap kocht de groep de warenhuisketen Nouvelles Galeries (opgericht in 1867), de warenhuisketen BHV (Bazar de l'Hôtel de Ville) (opgericht in 1856), warenhuisketen Uniprix. In 1991 werd financieringsmaatschappij Cofinoga overgenomen en in 1997 de winkelketen Prisunic in 1997. 
Bij zijn overlijden in 1998 werd de groep mede voorgezeten door Philippe Houzé en Philippe Lemoine. In 2001 verwierf de groep de Franse verkooppunten van de Britse warenhuisketen Marks & Spencer en in 2007 het bedrijf Louis Pion - Royal Quartz. In 1994 richtte de groep de financiële dienstverlener LaSer op. In hetzelfde jaar werd de helft van dit bedrijf met de dochteronderneming Cofinoga verkocht aan  Cetelem, een divisie van BNP Paribas Personal Finance. In 2014 nam BNP Paribas Personal Finance het bedrijf volledig over. 
In 2000 nam de Groupe Galeries Lafayette een 50%-belang in Monoprix over van de Casino-groep. In juni 2012 maakte de Casino-groep bekend het 50%-belang weer over te willen nemen van de Groupe Galeries Lafayette. In oktober 2013 werd de Casino-groep enig aandeelhouder van Monoprix. 
Terwijl de Groep nog steeds wordt geleid door de nazaten van oprichter Théophile Bader, de families Moulin en Meyer, besloot deze laatste in 2005 om hun aandelen te verkopen. De familie Moulin en BNP Paribas delen het eigendom van de groep. In 2009 heroverde de familie Moulin de controle over de hele groep.
In 1996 ging de Groupe Galeries Lafayette internationaal met de opening van een warenhuis in Berlijn ontworpen door architect Jean Nouvel. Daarnaast is BHV Marais ook internationaal aanwezig via twee winkels in Beiroet, Libanon en een winkel die in het voorjaar van 2017 in Dubai is geopend. 
In de 21e eeuw heeft de onderneming verschillende overnames gedaan. In 2007 verwierf zij de uurwerkenwinkels Louis Pion en Royal Quartz (de laatste werd later omgedoopt tot Galeries Lafayette-Royal Quartz Paris). In 2012 kocht zij de juweliersketen Didier Guérin (die in 2016 werd omgedoopt tot Guérin Joaillerie).
In 2014 introduceerde een groep een winkelformule waar overtollige en oude voorraden worden verkocht, de Galeries Lafayette Outlet. Anno 2023 telt deze formule 12 filialen. 
In 2016 nam Galeries Lafayette BazarChic over, een website waar leden artikelen tegen speciale prijzen kunnen kopen. 
Op 31 augustus 2017 kondigde de Groupe Galeries Lafayette het overnameplan aan van La Redoute, dat in april 2018 werd afgerond met een meerderheidsbelang van 51% en het doel om het bedrijf op termijn helemaal over te nemen. 
In 2018 heeft de Groep een franchise-project opgezet voor 22 winkels van het Franse netwerk van Galeries Lafayette-winkels, voornamelijk gelegen in het hart van provinciesteden, met Financière Immobilière Bordelaise.
In april 2019 werd net achter de BHV Marais het eerste Eataly-filiaal in Frankrijk (als franchise) geopend door de groep. In juli van hetzelfde jaar maakte de groep bekend een belang te hebben genomen in de juweliersketen Mauboussin.
In februari 2023 werd bekend dat de BHV-warenhuizen verkocht zijn aan de Societé des Grands Magasins.

### Vastgoed
Citynove, opgericht in 2008, beheert en verbetert de  vastgoedportefeuille van de Groupe Galeries Lafayette. Deze portefeuille bestaat uit meer dan 150 vastgoedobjecten, voornamelijk in het stadscentrum. Het vastgoedbedrijf voert een beleid om zijn winkelnetwerk te moderniseren, wat in 2014 tot uiting kwam in de oplevering van de vernieuwing van de façade van het Galeries Lafayette-warenhuis in Metz, ontworpen door architect Manuelle Gautrand en die van het Galeries Lafayette-warenhuis in Marseille Bourse naar een ontwerp van het architectenbureau Moatti-Rivière. Citynove nam Bjarke Ingels in de hand voor het ontwerp van de vlaggenschipwinkel Galeries Lafayette op de Champs Elysées en Rem Koolhaas voor de renovatie van het gebouw van Lafayette Anticipations - Fondation d'entreprise Galeries Lafayette in het hart van de Marais in Parijs. 

### Groupe Carrefour
In 2014 nam de familie Moulin een belang van 6,1% in de Groupe Carrefour. In 2015 controleerde het 9,5% van de groep. De familie heeft twee zetels in de raad van bestuur, bezet door Philippe Houzé en Patricia Lemoine. In 2016 werd ze de grootste aandeelhouder van de groep met een aandeel van 11,51% en 15% van de stemrechten.

### Fondation d'entreprise Galeries Lafayette
De Fondation d'entreprise Galeries Lafayette is opgericht in oktober 2013. Deze stichting van algemeen belang heeft tot doel om de creativiteit van kunstenaars te stimuleren met middelen en workshops. In maart 2018 werd de Lafayette Anticipations, la Fondation entreprise Galeries Lafayette, gewijd aan de hedendaagse kunst. Het is gevestogd in het hart van de Marais in Parijs aan de rue du Plâtre 9, in een gebouw gerenoveerd naar een ontwerp van Rem Koolhaas. 